# デブレーディ・ジェルジ
デブレーディ・ジェルジ（Debrődy György、1921年1月1日 - 1982年2月2日）は、ハンガリー空軍の軍人。第二次世界大戦時のハンガリー空軍において第2位の撃墜記録（26機）を持つエース・パイロット。

## 経歴
1921年1月1日、ラヨシュコマーロムに生まれる。少年時代はボーイスカウトに所属し、空を飛ぶことに非常に興味を持っていた。
1939年、ハンガリー空軍士官学校に入校。1942年6月に卒業して少尉に任官、第5戦闘航空団・第I戦闘航空群（5/I航空群）・第2戦闘飛行隊（5/2飛行隊）に配属された。同年12月、5/I航空群は東部戦線に投入された。戦争初期はソ連軍機の活動が低調で空戦の機会は少なく、戦果はなかった。当初はRe.2000に搭乗していたが、のちBf109Fに機種転換した。1943年7月からのクルスクの戦い頃から状況は変わり、ソ連機6機を撃墜したデブレーディは瞬く間にエースとなった。
1943年9月15日、He111編隊の護衛を命じられたデブレーディは、途中で遭遇したYak-9編隊との交戦で撃墜され、ソ連軍陣地近くに不時着した。直ぐに森へ逃げ込み、冷たいドニエプル川を泳いで渡り、2日後に味方陣地まで到達することができた。1944年1月11日、デブレーディはIl-2とLa-5を1機ずつ落とし、12機目と13機目の戦果とした。この時期、ソ連空軍は延べ約4200回も出撃したため、戦果を増やす機会となった。1月中に彼は28回出撃し、うち戦闘哨戒25回、爆撃機援護2回、偵察任務1回であった。その間にデブレーディは敵機と11回交戦し、6機を撃墜して戦果を計15機まで伸ばしたが、彼自身も味方占領地内に不時着している。
1944年2月1日、デブレーディとケニェレシュ・ミクローシュ中尉は前線へ補給物資を運ぶJu52/3mを護衛して飛んた。その帰途、Yak-9とLa-5の一隊が上空から2機に対して奇襲かけた。この混戦の中でデブレーディはLa-5を1機撃墜したが、直後にYak-9に撃たれてソ連軍占領地域に胴体着陸を強いられた。デブレーディの飛行機へソ連兵が近づいていくのを見たケニェレシュは、その近くの雪原に着陸してデブレーディを狭いコクピットに押し込んで離陸し、脱出に成功した。
その2日後の2月3日、ケニェレシュの乗機が左翼を撃たれ、森の上空でパラシュートを使い脱出した。今度は地形が着陸に不向きだったため、デブレーディは燃料が無くなるまで戦友の上を旋回するしかなかった。ケニェレシュはソ連軍の捕虜となったが、戦後二人は再会し友情を復活させることができた。2月26日、デブレーディはIl-2を2機撃墜して、当時トップだったケニェレシュの戦果（18機）に並んた。
1944年4月3日からハンガリー本土に対するアメリカ第15航空軍の爆撃が始まると、デブレーディも東部戦線から本国に戻され、新編成された第101本土防衛戦闘航空群麾下の101/3飛行隊に配属された。6月14日、P-38を撃墜し、アメリカ軍に対する最初の勝利を収めた。2日後の6月16日、カポリ付近において更にもう1機のP-38を撃墜し、7月2日にP-51を撃墜した。7月7日、デブレーディはP-38を1機撃破したあと、僚機とともに爆撃機編隊を襲ってB-17を1機落とした。それから乗機は敵戦闘機に何度か撃たれ、酸素ボルトが爆発し彼は破片を浴びた。デブレーディは片輪だけでなんとか着地したものの、機体は大破した。7月27日にはB-24を1機撃墜した。
11月4日、戦死した101/3飛行隊長の後任としてデブレーディが中尉に進級して飛行隊長となり、11月5日にB-24を撃墜したが未確認戦果となった。11月16日、戦闘機掃討作戦に出動したデブレーディはLa-5を1機撃墜、その後Yak-9と正面から撃ち合って撃墜するものの、自身も腹部を撃たれ重傷にもかかわらず不時着に成功した。デブレーディは緊急手術を受け一命を取りとめたが、実戦で飛ぶことは二度となかった。この日までに204回の飛行任務を遂行し、26機（うち米軍機6機）を撃墜した。デブレーディは、リボン・剣付きハンガリー騎士十字勲章、剣付きハンガリー士官十字勲章、ハンガリー武勲黄金勲章、南方領土功績章、トランシルヴァニア功績章、ドイツ一級・二級鉄十字章を授与された。
傷が回復して大尉に昇進し、161/4飛行隊長となったが敗戦を迎えた。戦後はドイツで旅客機の機長を勤めた後、友人のケニェレシュと共に当初はスペイン、後にカナダへ移住し、最終的にアメリカに落ち着いた。1967年、再手術を受け、最後の戦闘で受けた12.7mm機関銃弾が摘出された。1982年、コートランドで死去した。

## 戦果一覧
1. 1943年7月5日 - La-5
2. 1943年7月7日 - Il-2
3. 1943年8月3日 - Il-2
4. 1943年8月3日 - Yak-1
5. 1943年8月6日 - Il-2
6. 1943年8月8日 - Yak-1
7. 1943年11月29日 - Il-2
8. 1943年12月1日 - Yak-9
9. 1943年12月14日 - Il-2
10. 1944年1月1日 - Il-2
11. 1944年1月5日 - La-5
12. 1944年1月11日 - Il-2
13. 1944年1月11日 - La-5
14. 1944年1月25日 - Yak-1
15. 1944年1月27日 - La-5
16. 1944年2月1日 - La-5
17. 1944年2月16日 - Il-2
18. 1944年2月16日 - Il-2
19. 1944年6月14日 - P-38
20. 1944年6月16日 - P-38
21. 1944年7月2日 - P-51
22. 1944年7月7日 - B-17 （協同）
23. 1944年7月27日 - B-24
24. 1944年11月5日 - B-24 （未確認）
25. 1944年11月16日 - La-5
26. 1944年11月16日 - Yak-9